# 27 апреля
27 апреля — 117-й день года (118-й в високосные годы) по григорианскому календарю.
До конца года остаётся 248 дней.
До 15 октября 1582 года — 27 апреля по юлианскому календарю, с 15 октября 1582 года — 27 апреля по григорианскому календарю.
В XX и XXI веках соответствует 14 апреля по юлианскому календарю.

## Праздники и памятные дни
См. также: Категория:Праздники 27 апреля

### Национальные
- Австрия — День Второй республики[источник не указан 2690 дней].
- Иран — День безопасного транспорта (с 2017).
- Молдова — День государственного флага (День триколора) (1990).
- Нидерланды,  Нидерландские Антильские острова,  Аруба — День короля (2014).
- Россия,  Якутия — День Республики (1922).
- Словения — День национального Сопротивления[2] (1941).
- США — День древонасаждений.
- Сьерра-Леоне — День независимости (1961).
- Того — День независимости (1960).
- ЮАР — День Свободы (1994).

### Религиозные

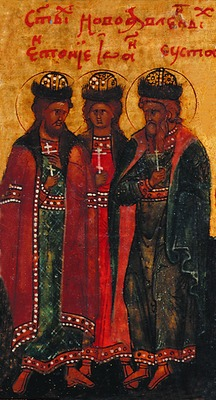
Виленские мученики

#### Католицизм
- Память Осанны Которской.

#### Православие[3][4][5]
- Память святителя Мартина исповедника, папы Римского (655).
- Память мучеников Антония, Иоанна и Евстафия Литовских (1347).
- Память мученика Ардалиона (305—311)[6].
- Память мучеников 1000 Персидских и Азата скопца (ок. 341)[7].
- Память священноисповедника Александра Орлова, пресвитера (1941).
- Празднование Виленской иконы Божией Матери.
- Празднование Остробрамской Виленской иконы Божией Матери.

## События
См. также: Категория:События 27 апреля

### До XIX века
- 395 — Элия Евдоксия вышла замуж за римского императора Аркадия[8].
- 630 — Шахрвараз на короткий срок захватил власть в Персии, убит Арташир III[9].
- 1289 — мамлюкский султан Калаун захватывает Триполи. Конец графства Триполи, государства крестоносцев.
- 1296 — Первая война за независимость Шотландии: Иоанн I проиграл Эдуарду I в битве при Данбаре.
- 1509 — папа римский Юлий II запретил церковные службы в Венеции.
- 1521 — на Филиппинах в битве при Мактане убили португальского мореплавателя Фернана Магеллана.
- 1565 — Лопес де Легаспи и Андрес де Урданета высадились на острове Себу на Филиппинах, основали римско-католическую миссию и город Себу[10].
- 1578 — «Дуэль миньонов» в Париже.
- 1636 — на высоком берегу реки Цна был основан город Тамбов.
- 1667 — уже давно ослепший английский поэт Джон Мильтон продал за 10 фунтов права на поэму «Потерянный рай», написанную им в этом году.
- 1702 — Пётр I издал манифест о ввозе иностранцев в Россию с обещанием свободы вероисповедания. Из Европы начали прибывать корабельных и огнестрельных дел мастера, строительные и военные инженеры.
- 1749 — первое официальное исполнение музыки Генделя во время Королевских Фейерверков прервано из-за возникшего пожара.
- 1773 — английский парламент принял «чайный акт», разрешавший Ост-Индской компании ввезти в североамериканские колонии фактически беспошлинно полмиллиона фунтов чая. Это подрывало положение местных купцов-оптовиков, вело к монопольному положению компании на американском рынке и вызвало акции протеста колонистов. После принятых Великобританией жёстких ответных мер вспыхнула война за независимость.

### XIX век
- 1805 — во время Первой берберийской войны началась битва при Дерне[англ.][11].
- 1812 — вручение Наполеону ноты Александра I с требованием освобождения Шведской Померании, прусских владений, сокращения данцигского гарнизона и разрешения торговли с нейтральными державами.
- 1825 — английский социалист-утопист Роберт Оуэн (Robert Owen) основал в Америке колонию, которую назвал Новой Гармонией. Отношения поселенцев оказались далеко не гармоническими, и в 1828 году Оуэн был вынужден свернуть свою деятельность.
- 1828 — открыт Лондонский зоосад.
- 1861
  - Парламент штата Мэриленд принял решение не отделяться от США.
  - После отделения Виргинии от США Западная Виргиния отделилась от Виргинии.
- 1865
  - На реке Миссисипи близ Мемфиса произошло одно из крупнейших кораблекрушений в истории человечества.
  - Эзра Корнелл и Эндрю Диксон Уайт основали в Итаке (штат Нью-Йорк, США) Корнеллский университет.

### XX век
- 1908 — начало IV Олимпийских игр, проводимых в Лондоне.
- 1918 — Декрет ВЦИК РСФСР об отмене права наследования (действовал до 22 мая 1922 года).
- 1919 — на территории одноимённого ирландского графства прекратила своё существование республика Советский Лимерик.
- 1922 — в составе РСФСР образована Якутская АССР.
- 1959 — СССР и Египет заключили договор о строительстве Асуанской плотины.
- 1960 — на экраны СССР вышла 1-я серия экранизации романа Михаила Шолохова «Поднятая целина», созданная Александром Гавриловичем Ивановым («Ленфильм», 1959). Фильм стал лидером проката: его посмотрели 30,2 миллиона человек.
- 1960
  - Катастрофа Ил-18 в Свердловске, погиб 1 человек.
  - Часть Тоголенда, управляемая Францией, стала независимой Республикой Того.
- 1961 — Сьерра-Леоне получило независимость от Великобритании.
- 1963 — лидер Кубинской революции Фидель Кастро впервые прибыл в СССР.
- 1965 — в США запатентованы первые одноразовые подгузники — «Памперс».
- 1966 — в Ватикане встретились римский папа Павел VI и министр иностранных дел СССР Андрей Громыко.

- 1974

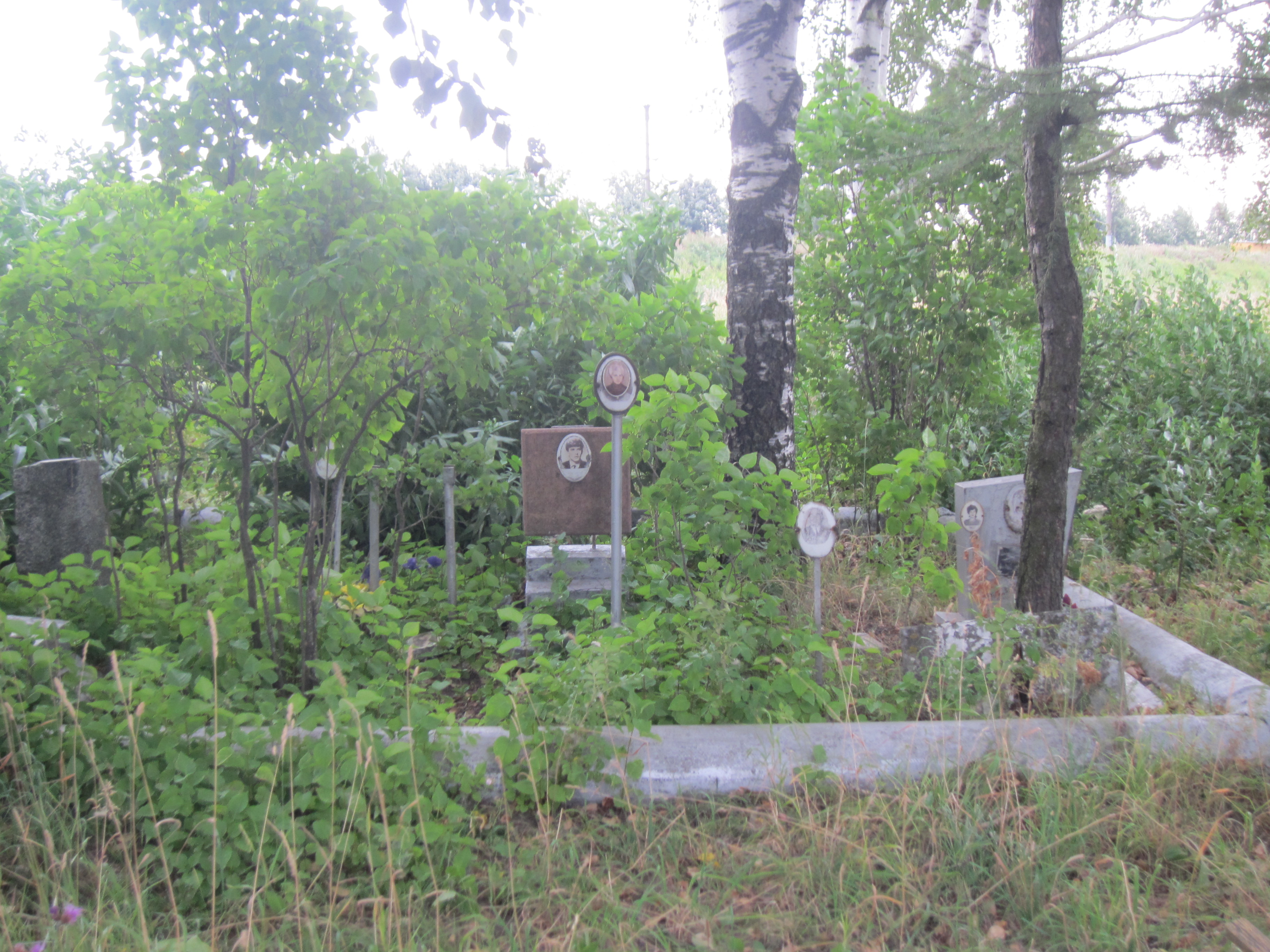
Мемориальное кладбище на месте авиакатастрофы близ Ленинграда

  - Катастрофа Ил-18 под Ленинградом, погибли 108 человек. Крупнейшая авиакатастрофа в истории Санкт-Петербурга.
  - Из Москвы на строительство БАМа отправился первый Всесоюзный ударный комсомольский отряд имени XVII съезда ВЛКСМ.
- 1975 — в гонке Формулы-1 зачётные очки впервые набрала женщина.
- 1978 — государственный переворот (Апрельская революция) в Афганистане. Начало гражданской войны, продолжающейся до наших дней.
- 1986 — эвакуация населения города Припять из-за Чернобыльской аварии. За 3 часа из города были эвакуированы все 40 тысяч человек.
- 1991 — открытие Екатеринбургского метрополитена.
- 1992
  - После распада Югославии Сербия и Черногория образовали новую Союзную Республику Югославия со столицей в Белграде.
  - Совет управляющих Международного валютного фонда (МВФ) проголосовал за принятие в его состав России и 13 бывших советских республик (кроме Азербайджана).
- 1993 — впервые после 1949 года произошла встреча представителей Китая и Тайваня.
- 1995 — Верховная Рада утвердила первую государственную награду Украины — орден Богдана Хмельницкого.

### XXI век
- 2005 — первый полёт совершил авиалайнер Airbus А380[12].
- 2007 — памятник советским воинам в Таллине «Бронзовый солдат» был демонтирован на холме Тынисмяги и через несколько дней был установлен на Воинском кладбище
- 2010 — первый эфир независимого телеканала Дождь[13].
- 2012 — в центре Днепропетровска (Украина) произошла серия терактов.
- 2014 — провозглашение независимости Луганской Народной Республики.

## Родились
См. также: Категория:Родившиеся 27 апреля

### До XIX века
- 1623 — Иоганн Адам Рейнкен (ум.1722), немецкий органист.
- 1733 — Йозеф Готлиб Кёльройтер (ум.1806), немецкий ботаник, почётный член Петербургской АН.
- 1737 — Эдвард Гиббон (ум.1794), английский историк и мемуарист.
- 1759 — Мэри Годвин (ум.1797), английская писательница, философ и феминистка.
- 1765 — Николай Тучков (ум.1812), генерал-лейтенант русской армии, герой Отечественной войны 1812 года.
- 1769 — Фёдор Петрович Уваров (ум.1824), русский генерал, участник Отечественной войны 1812 года.
- 1791 — Сэмюэл Морзе (ум.1872), американский художник и изобретатель, создатель пишущего телеграфа и азбуки Морзе.

### XIX век
- 1820 — Герберт Спенсер (ум.1903), английский философ и социолог.
- 1822 — Улисс Грант (ум.1885), 18-й президент США (1869-1877).
- 1840 — Эдвард Уимпер (ум.1911), английский путешественник, альпинист и художник.
- 1855 — Леонид Бельский (ум.1916), русский поэт, переводчик, литературовед.
- 1865 — Владимир Богораз (ум.1936), российский и советский этнограф-северовед, лингвист, писатель, революционер.
- 1866 — Пенчо Славейков (ум.1912), болгарский поэт («Кровавые песни» и др.).
- 1878 — Садриддин Айни (ум.1954), таджикский советский писатель и поэт, основоположник таджикской литературы.
- 1883 — Оле Лилле-Ольсен (ум.1940), норвежский стрелок, 5-кратный олимпийский чемпион.
- 1896
  - Зыгмунт Берлинг (ум.1980), польский военачальник, генерал брони Войска Польского.
  - Уоллес Хьюм Карозерс (покончил с собой в 1937), американский химик, создатель нейлона.
- 1899 — Уолтер Ланц (ум.1994), американский карикатурист, мультипликатор, продюсер и режиссёр.

### XX век
- 1903 — Валерия Герасимова (ум.1970), русская советская писательница.
- 1904 — Сесил Дэй-Льюис (ум.1972), ирландский поэт, писатель, переводчик.
- 1907 — Амир Шарифуддин (расстрелян в 1948), индонезийский политик, один из борцов за независимость Индонезии.
- 1910 — Виктор Маслов (ум.1977), советский футболист и тренер.
- 1912 — Нора Галь (наст.имя Элеонора Гальперина; ум.1991), советская переводчица и литературный критик.
- 1914 — Ованнес Шираз (наст.имя Оник Карапетян; ум.1984), армянский поэт, общественный деятель.
- 1915 — Артур Димитерс (ум.1986), латышский советский актёр театра и кино, муж Вии Артмане.
- 1923 — Виктор Чебриков (ум.1999), советский государственный и партийный деятель, председатель КГБ СССР (1982-1988).
- 1927 — Евгений Моргунов (ум.1999), актёр кино и дубляжа, кинорежиссёр, сценарист, заслуженный артист РСФСР.
- 1931
  - Кшиштоф Комеда (ум.1969), польский пианист и композитор.
  - Игорь Ойстрах (ум.2021), скрипач, дирижёр, педагог, народный артист СССР.
- 1932 — Анук Эме (наст.имя Франсуаза Жюдит Сорья Дрейфус) (ум.2024), французская актриса, обладательница «Золотого глобуса».
- 1933 — Леонид Рошаль, российский детский хирург, доктор медицинских наук, профессор, общественный деятель.
- 1935 — Тео Ангелопулос (ум.2012), греческий кинорежиссёр, сценарист и продюсер, лауреат многих кинопремий.
- 1941 — Фетхуллах Гюлен (ум. 2024), турецкий писатель и проповедник, основатель общественного движения «Хизмет».
- 1942 — Валерий Поляков (ум.2022), лётчик-космонавт, Герой Советского Союза, Герой РФ.
- 1951 — Эйс Фрейли (наст.имя Пол Дэниел Фрейли), американский гитарист и певец, участник рок-группы «Kiss».
- 1952 — Ари Ватанен, финский автогонщик, чемпион мира по ралли, победитель Ралли Дакар.
- 1953 — Анна Каменкова, актриса театра, кино и дубляжа, заслуженная артистка РСФСР.
- 1959
  - Марина Левтова (ум.2000), советская и российская киноактриса, заслуженная артистка РФ.
  - Шина Истон, шотландская певица и актриса.
- 1962 — Александр Архангельский, российский литературовед, литературный критик, публицист, телеведущий, писатель.
- 1963 — Расселл Ти Дейвис, валлийский сценарист и кинопродюсер.
- 1964 — Юлия Богданова, советская пловчиха, чемпионка Европы (1977) и мира (1978), призёр Олимпиады (1980).
- 1967 — Александр Лазарев-младший, советский и российский актёр театра, кино и телевидения, народный артист РФ.
- 1969 — Стас Михайлов, эстрадный певец, автор песен, актёр и продюсер, народный артист России.
- 1971 — Артурас Карнишовас, литовский баскетболист, двукратный призёр Олимпийских игр.
- 1976
  - Олаф Туфте, норвежский гребец, двукратный олимпийский чемпион (2004, 2008) и двукратный чемпион мира (2001, 2003).
  - Салли Хокинс, британская актриса, лауреат «Золотого глобуса» и «Серебряного медведя».
- 1984 — Патрик Мартин Стамп, американский певец, гитарист, композитор, фронтмен поп-рок-группы «Fall Out Boy».
- 1985
  - Шейла Ванд, американская актриса иранского происхождения
  - Анна Скеллерн, австралийская актриса театра, кино и телевидения.
- 1986 — Динара Сафина, российская теннисистка, бывшая первая ракетка мира.
- 1987 — Александра Лакрабер, французская гандболистка, олимпийская чемпионка (2020), чемпионка мира и Европы.
- 1989 — Ку Бон Гиль, южнокорейский фехтовальщик на саблях, трёхкратный олимпийский чемпион.
- 1991 — Лара Гут-Бехрами, швейцарская горнолыжница, олимпийская чемпионка, двукратная чемпионка мира, обладательница Кубка мира.
- 1995 — Ник Кирьос, австралийский теннисист.
- 1996 — Нико Миккола, финский хоккеист, чемпион мира (2019).

## Скончались
См. также: Категория:Умершие 27 апреля

### До XIX века
- 300 — Сыма Юй (р.278), наследный принц из династии Западная Цзинь.
- 1404 — Филипп II Смелый (р.1342), основатель Бургундского герцогства.
- 1521 — Фернан Магеллан (р.1480), мореплаватель, совершившей первое известное кругосветное путешествие.
- 1605 — Лев XI (в миру Алессандро Оттавиано Медичи, р.1535), 232-й папа римский (в 1605).
- 1656 — Ян ван Гойен (р.1596), нидерландский художник-пейзажист.
- 1741 — Фаустино Бокки (р.1659), итальянский художник.

### XIX век
- 1838 — Кирилл Хлебников (р.1784), русский этнограф, этнолог и путешественник, член-корреспондент Петербургской АН, директор Российско-Американской компании, биограф первооткрывателей Русской Америки.
- 1844 — Кристиан Готфрид Генрих Гейслер (р.1770), немецкий рисовальщик, гравёр и иллюстратор.
- 1847 — Станислав Бонифацы Юндзилл (р.1761), белорусско-польско-литовский естествоиспытатель.
- 1867 — Бенджамин Холл (р.1802), британский инженер и политик, в честь которого назван Биг-Бен.
- 1871
  - Шарль Поль де Кок (р.1793), французский романист и драматург.
  - Сигизмунд Тальберг (р.1812), австрийский композитор и пианист-виртуоз.
- 1882 — Ральф Уолдо Эмерсон (р.1803), американский поэт, эссеист и философ.
- 1893 — князь Александр Дондуков-Корсаков (р.1820), русский военный и государственный деятель, участник Кавказских походов и Крымской войны.

### XX век
- 1906 — Иван Барсуков (р.1841), русский историк и археограф.
- 1915 — Александр Скрябин (р.1872), русский композитор, пианист, педагог.
- 1921 — Аграфена Крюкова (р.1855), русская народная сказительница, собирательница сказок и былин.
- 1936 — Карл Пирсон (р.1857), английский математик, биохимик, философ.
- 1938 — Эдмунд Гуссерль (р.1859), немецкий философ, основатель феноменологии.
- 1940 — погиб Павел Головин (р.1909), первый советский лётчик, пролетевший над Северным полюсом, Герой Советского Союза.
- 1942 — Казис Бинкис (р.1893), литовский поэт, драматург и переводчик.
- 1965
  - Амо Бек-Назаров (р.1892), армянский советский кинорежиссёр, сценарист и актёр.
  - Эдвард Марроу (р.1908), американский теле- и радиожурналист.
- 1967 — Лев Моносзон (р.1897), русский поэт и немецкий эстрадный певец.
- 1968 — Василий Ажаев (р.1915), русский советский писатель.
- 1979 — Николай Виноградов (р.1905), советский военно-морской деятель, адмирал.
- 1988 — Валерий Легасов (р.1936), химик-неорганик, академик, первый заместитель директора Института атомной энергии им. И. В. Курчатова.
- 1989 — Коносукэ Мацусита (р.1894), японский бизнесмен, основатель компании Matsushita Electric, ныне известной как Panasonic.
- 1990 — Владимир Стойчев (р.1892), болгарский военачальник, генерал-полковник.
- 1992 — Оливье Мессиан (р.1908), французский композитор, органист, музыкальный теоретик и педагог.
- 1997 — Габриэль Фигероа (р.1907), выдающийся мексиканский кинооператор.
- 1998 — Карлос Кастанеда (р.1925), американский писатель, антрополог, этнограф.
- 1999 — Павел Клушанцев (р.1910), советский кинооператор, кинорежиссёр, сценарист, писатель.

### XXI век
- 2002 — Михаил Константинов (р.1924), советский и российский архитектор.
- 2003 — Арон Белкин (р.1927), советский и российский психиатр, сексолог.
- 2007
  - Кирилл Лавров (р.1925), актёр театра и кино, народный артист СССР.
  - Мстислав Ростропович (р.1927), виолончелист, дирижёр, народный артист СССР.
- 2011 — Игорь Кон (р.1928), советский и российский социолог, сексолог, антрополог, философ.
- 2015 — Александр Рич (р.1924), американский учёный, специалист в области изучения и структуры биополимеров.
- 2016 — Валентин Зорин (р.1925), советский и российский политолог, телеведущий, политический обозреватель.

## Приметы
Мартын Лисогон
По приметам охотников, в этот день лисицы переселяются из старых в новые норы. Считается, что первые три дня и три ночи своего новоселья лисы бывают и слепы, и глухи.